# سوبندو
سوبندو (بالإنجليزية: Xobando)‏ هي بلدة تقع في الصين في Lhorong County. يقدر عدد سكانها بـ
- نسمة .